# Maren Sieber
Maren Sieber (* 29. März 1973 in Hannover) ist eine deutsche Radiomoderatorin.

## Leben
Sieber studierte an der Universität Trier Jura und legte das 1. Staatsexamen ab. Zwischen 2001 und 2004 arbeitete sie als Redakteurin bei RPR1, danach bis 2008 als Moderatorin bei Hitradio antenne (heutiger Name: Antenne Niedersachsen). Seit 2008 ist Sieber beim Norddeutschen Rundfunk in Hamburg als Moderatorin für verschiedene Radiosendungen beschäftigt, bis Dezember 2013 bei der Jugendwelle N-Joy und seitdem bei NDR 2. Dort moderierte sie bis 2015 im Wechsel mit Elke Wiswedel und Hinnerk Baumgarten den NDR 2 Nachmittag, außerdem regelmäßig das NDR 2 Wochenende. Aktuell moderiert sie unregelmäßig das NDR 2 Wochenende sowie den NDR 2 Abend und ist im Redaktionsteam im NDR2 Vormittag für Holger Ponik tätig.

## Auszeichnungen
Für einen Hörfunkbeitrag Wenn Kinder Kinder kriegen, den sie zusammen mit Katja Jacob produzierte, erhielt Sieber 2006 den Förderpreis Rundfunk des Juliane-Bartel-Preises.